# Kattisträsket (Norsjö socken, Västerbotten, 719087-170063)
Kattisträsket är en sjö i Norsjö kommun i Västerbotten och ingår i Skellefteälvens huvudavrinningsområde. Sjön har en area på 0,124 kvadratkilometer och ligger 236,5 meter över havet. Sjön avvattnas av vattendraget Kattisbäcken.  Den ligger några kilometer söder om Bastuträsk.

## Delavrinningsområde
Kattisträsket ingår i det delavrinningsområde (719144-169954) som SMHI kallar för Mynnar i Myrträsket. Medelhöjden är 263 meter över havet och ytan är 15,1 kvadratkilometer. Det finns inga avrinningsområden uppströms utan avrinningsområdet är högsta punkten. Kattisbäcken som avvattnar avrinningsområdet har biflödesordning 3, vilket innebär att vattnet flödar genom totalt 3 vattendrag innan det når havet efter 100 kilometer. Avrinningsområdet består mestadels av skog (89 procent). Avrinningsområdet har 0,63 kvadratkilometer vattenytor vilket ger det en sjöprocent på 4,1 procent.